# Adam Walker (Rugbyspieler)
Adam Anthony Walker (* 20. Februar 1991 in Bradford; † vor oder am 4. Oktober 2022) war ein schottischer Rugby-League-Spieler auf der Position des Pfeilers. Auf Vereinsebene spielte er für die Huddersfield Giants, Hull Kingston Rovers, St Helens RLFC, Wakefield Trinity und die Salford Red Devils in der Super League, international für die schottische Nationalmannschaft.

## Hintergrund
Walker wurde in Bradford in der englischen Grafschaft West Yorkshire geboren. Er war der Zwillingsbruder des Rugby-League-Spielers Jonathan Walker.

## Spielerische Laufbahn

### Vereinskarriere
Walker begann seine Karriere 2010 in Huddersfield, wo er nur sporadisch spielte und sechs Einsätze für die Giants absolvierte. Den größten Teil des Jahres 2011 verbrachte er auf Leihbasis bei den Barrow Raiders, wo er in 16 Spielen zum Einsatz kam. wurde Walker erneut ausgeliehen, diesmal zu den Swinton Lions, für die er sieben Mal spielte und zweimal Punkte erzielte.
2013 wechselte Walker zu den Hull Kingston Rovers, nachdem er erklärt hatte, dass er eine neue Herausforderung wolle und dass Hull ein großer Verein sei. Seinen ersten Versuch für Hull KR erzielte er gegen die London Broncos. Er spielte 107 Mal für Hull KR, bis er einen reduzierten Vertrag ablehnte, als der Verein nach der Niederlage im Million Pound Game gegen Salford abstieg. Nachdem er Hull KR verlassen hatte, unterschrieb er für die Saison 2017 beim St Helens RLFC.
Seine Zeit bei St Helens war nicht erfolgreich und Walker konnte die Saison nicht zu Ende spielen, da er nach nur neun Einsätzen für den Verein, in denen er einen Versuch erzielte, an Wakefield Trinity abgegeben wurde. Bei Wakefield unterschrieb er einen Vertrag über zweieinhalb Jahre. Er spielte aber nur sieben Mal und wurde im August nach einem positiven Test auf Kokain entlassen. Nach Ablauf seiner 20-monatigen Dopingsperre im März 2019 begann ein neuer Zweijahresvertrag bei den Salford Red Devils zu laufen. Mit diesem Verein stieß er in der Saison 2019 der Super League bis ins Finale vor, wo die Devils im Old Trafford St Helens mit 6:23 unterlagen.
Am 21. Februar 2020 gaben die Salford Red Devils bekannt, dass Walker den Verein im gegenseitigen Einvernehmen und mit sofortiger Wirkung verlassen hat. Der Verein Leigh Centurion gab am 11. August desselben Jahres die Verpflichtung Walkers bekannt. Nur drei Monate später wurde am 17. November 2020 bekanntgegeben, dass er den Vertrag mit sofortiger Wirkung aufgelöst hat.

### International
Im Oktober 2013 wurde Walker für die schottische Nationalmannschaft nominiert, um an der Rugby-League-Weltmeisterschaft 2013 zu spielen. Sein Länderspieldebüt gab er in der Gruppenphase gegen Tonga. Weitere Einsätze folgten im Oktober und November 2014, als er an der Europameisterschaft 2014 teilnahm. Er kam in allen Spielen Schottlands zum Einsatz und erzielte im Spiel gegen Frankreich einen Versuch. Ein Jahr später nahm Walker an der Europameisterschaft 2015 teil.

## Persönliches
Am 27. Januar 2016 wurde Walker in zwei Fällen wegen versuchter sexueller Handlungen mit einem Kind angeklagt und musste im Februar desselben Jahres vor Gericht erscheinen. Er blieb weiterhin spielberechtigt. Alle Anklagen wurden im Januar 2017 schließlich fallengelassen. Im August 2017 wurde Walker für 20 Monate gesperrt, nachdem er bei einem Drogentest positiv auf Kokainkonsum getestet worden war.
Walker starb Anfang Oktober 2022 im Alter von 31 Jahren. Sein Tod wurde als Suizid gemeldet; er hatte unter Depressionen und Angstzuständen gelitten.